# Danh sách thành viên của Tổ chức Phong trào Hướng đạo Thế giới
Từ khi hình thành vào năm 1907, phong trào Hướng đạo đã lan rộng từ Anh Quốc đến 216 quốc gia và vùng lãnh thổ trên khắp thế giới. Có trên 38 triệu nam và nữ Hướng đạo sinh trên toàn thế giới. Tổ chức Phong trào Hướng đạo Thế giới lãnh đạo 155 tổ chức Hướng đạo quốc gia và gần con số đó được Hội Nữ Hướng đạo Thế giới quản lý.

## Bảng kê thành viên của Tổ chức Phong trào Hướng đạo Thế giới
Tổ chức Phong trào Hướng đạo Thế giới công nhận nhiều nhất một tổ chức Nam Hướng đạo cho mỗi quốc gia. Một vài quốc gia có mấy tổ chức kết hợp lại thành một liên hội, với những nhóm có thành phần khác nhau được chia ra dựa chủ yếu vào tôn giáo (Pháp, Đan Mạch) hoặc hình dạng chủng tộc (Bosna, Israel). Canada là quốc gia duy nhất có hai hội được công nhận như riêng biệt.

| Quốc gia                             | Thành viên (2005 hoặc mới như có thể) | Tên của Tổ chức Thành viên                                                     | Năm gia nhập vào WOSM | Năm được thành lập | Nam/Nữ       |
| Afghanistan                          | 12.475                                | Hiệp hội Hướng đạo Afghanistan                                                 | 2020                  | 1931               | cả hai       |
| Ai Cập                               | 71.999                                | Liên hội Nam và Nữ Hướng đạo Ai Cập                                            | 1922                  | 1914               | cả hai       |
| Algeria                              | 61.860                                | Scouts Musulmans Algériens                                                     | 1963                  | 1934               | cả hai       |
| Angola                               | 28.011                                | Associação de Escuteiros de Angola                                             | 1998                  | 1998               | cả hai       |
| Antigua và Barbuda                   | 105                                   | Hiệp hội Hướng đạo Antigua và Barbuda                                          | 2022                  | 1917               | cả hai       |
| Argentina                            | 77.040                                | Scouts de Argentina                                                            | 1922                  | 1912               | cả hai       |
| Armenia                              | 1.921                                 | Hayastani Azgayin Scautakan Sharjum Kazmakerputiun                             | 1997                  | 1912               | cả hai       |
| Aruba                                | 477                                   | Hướng đạo Aruba                                                                | 2016                  | 2000               | cả hai       |
| Azerbaijan                           | 1.414                                 | Azərbaycan Skaut Assosiasiyasi                                                 | 2000                  | 1997               | cả hai       |
| Áo                                   | 27.210                                | Pfadfinder und Pfadfinderinnen Österreichs                                     | 1922/1946             | 1912               | cả hai       |
| Ả Rập Xê Út                          | 18.737                                | Hiệp hội Hướng đạo Nam Ả Rập Xê Út                                             | 1963                  | 1961               | nam          |
| Ấn Độ                                | 3.581.332                             | Hướng đạo Bharat                                                               | 1938                  | 1909               | cả hai       |
| Ba Lan                               | 41.916                                | Związek Harcerstwa Polskiego                                                   | 1996                  | 1918               | cả hai       |
| Bahamas                              | 729                                   | Hội Hướng đạo Bahamas                                                          | 1974                  | 1913               | cả hai       |
| Bahrain                              | 1.820                                 | Hội Nam Hướng đạo Bahrain                                                      | 1970                  | 1953               | nam          |
| Bangladesh                           | 908.435                               | Hội Hướng đạo Bangladesh                                                       | 1974                  | 1972               | cả hai       |
| Barbados                             | 3.032                                 | Hội Nam Hướng đạo Barbados                                                     | 1969                  | 1912               | nam          |
| Bắc Macedonia                        | 1.988                                 | Sojuz na Izvidnici na Makedonija                                               | 1997                  | 1921               | cả hai       |
| Belarus                              | 1.182                                 | Hiệp hội Hướng đạo Cộng hoà Belarus                                            | 1989                  | 1909               | cả hai       |
| Belize                               | 1.211                                 | Hội Hướng đạo Belize                                                           | 1987                  | 1911               | cả hai       |
| Bénin                                | 19.605                                | Scoutisme Béninois                                                             | 1964                  | 1932               | cả hai       |
| Bhutan                               | 6.716                                 | Bhutan Scout Tshogpa                                                           | 1999                  | 1991               | cả hai       |
| Bỉ                                   | 88.271                                | Guidisme et Scoutisme en Belgique (liên hội)                                   | 1922                  | 1911               | cả hai       |
| Bolivia                              | 7.521                                 | Asociación de Scouts de Bolivia                                                | 1950                  | 1915               | cả hai       |
| Bosna và Hercegovina                 | 1.514                                 | Hội đồng các Hội Hướng đạo tại Bosna và Hercegovina (liên hội)                 | 1999                  | 1999               | cả hai       |
| Botswana                             | 4.660                                 | Hội Hướng đạo Botswana                                                         | 1958                  | 1936               | nam          |
| Bồ Đào Nha                           | 70.863                                | Federação Escotista de Portugal                                                | 1922                  | 1913               | cả hai       |
| Brasil                               | 66.375                                | União dos Escoteiros do Brasil                                                 | 1922                  | 1910               | cả hai       |
| Brunei                               | 2.772                                 | Persekutuan Pengakap Negara Brunei Darussalam                                  | 1981                  | 1933               | cả hai       |
| Bulgaria                             | 1.832                                 | Organizatsia Na Bulgarskite Skauty                                             | 1999                  | 1911-1913          | cả hai       |
| Burkina Faso                         | 10.165                                | Fédération Burkinabé du Scoutisme (liên hội)                                   | 1972                  | 1943               | cả hai       |
| Burundi                              | 6.661                                 | Association des Scouts du Burundi                                              | 1979                  | 1940               | cả hai       |
| Cabo Verde                           | 1.500                                 | Associação dos Escuteiros de Cabo Verde                                        | 2002                  | 2002               | NA           |
| Cameroon                             | 6.535                                 | Les Scouts du Cameroun                                                         | 1971                  | 1937               | cả hai       |
| Campuchia                            | 58.050                                | Hội Hướng đạo Quốc gia Campuchia                                               | 2008                  | 2000               | cả hai       |
| Canada                               | 212.259                               | Hướng đạo Canada, liên kết với Association des Scouts du Canada                | 1946                  | 1909               | cả hai       |
| Các Tiểu vương quốc Ả Rập Thống nhất | 5.824                                 | Hội Hướng đạo Các Tiểu vương quốc                                              | 1977                  | 1972               | chỉ nhận nam |
| Chile                                | 33.812                                | Asociación de Guías y Scouts de Chile                                          | 1922/1974             | 1909               | cả hai       |
| Colombia                             | 12.808                                | Asociación Scouts de Colombia                                                  | 1933                  | 1917               | cả hai       |
| Comoros                              | 2.200                                 | Wezombeli                                                                      | 1990                  | 1975               | cả hai       |
| Costa Rica                           | 9.752                                 | Asociación de Guías y Scouts de Costa Rica                                     | 1925                  | 1915               | cả hai       |
| Côte d'Ivoire                        | 6.436                                 | Fédération Ivoirienne du Scoutisme (liên hội)                                  | 1972                  | 1937               | cả hai       |
| Cộng hoà Congo                       | 17.466                                | Scoutisme Congolais                                                            | 2023                  | 1930/1991          | cả hai       |
| Cộng hòa Dân chủ Congo               | 62.842                                | Fédération des Scouts de la République démocratique du Congo                   | 1963                  | 1924               | cả hai       |
| Cộng hòa Dominica                    | 8.702                                 | Asociación de Scouts Dominicanos                                               | 1930                  | 1926               | cả hai       |
| Cộng hoà Séc                         | 26.435                                | Junák-Svaz Skautu a Skautek                                                    | 1922/1990/1996        | 1911               | cả hai       |
| Croatia                              | 4.068                                 | Savez Izviđača Hrvatske                                                        | 1993                  | 1915               | cả hai       |
| Dominica                             | 1.100                                 | Hội Hướng đạo Dominica                                                         | 1990                  | 1929               | cả hai       |
| Đan Mạch                             | 47.475                                | Fællesrådet for Danmarks Drengespejdere (liên hội)                             | 1922                  | 1909               | cả hai       |
| Đài Bắc Trung Hoa (Đài Loan)         | 69.452                                | Hội Hướng đạo Trung Hoa                                                        | 1937                  | 1912               | cả hai       |
| Đông Timor                           | 6.342                                 | União Nacional dos Escuteiros de Timor Leste                                   | 2017                  | 2003               | cả hai       |
| Đức                                  | 123.937                               | Ring deutscher Pfadfinderverbände (liên hội)                                   | 1950                  | 1910               | cả hai       |
| Ecuador                              | 4.132                                 | Asociación de Scouts del Ecuador                                               | 1922                  | 1920               | cả hai       |
| El Salvador                          | 3.970                                 | Asociación de Scouts de El Salvador                                            | 1940                  | 1938               | cả hai       |
| Estonia                              | 1.167                                 | Eesti Skautide Ühing                                                           | 1922/1996             | 1911/1989          | cả hai       |
| Eswatini                             | 4.994                                 | Hội Nam Hướng đạo Eswatini                                                     | 1968                  | 1928               | chỉ nhận nam |
| Ethiopia                             | 1.000                                 | Hội Hướng đạo Ethiopia                                                         | 2002                  | 1950               | cả hai       |
| Fiji                                 | 2.821                                 | Hội Hướng đạo Fiji                                                             | 1971                  | 1914               | cả hai       |
| Gabon                                | 3.835                                 | Fédération Gabonaise du Scoutisme (liên hội)                                   | 1971                  | 1936               | cả hai       |
| Gambia                               | 15.632                                | Hội Hướng đạo Gambia                                                           | 1984                  | 1921               | cả hai       |
| Ghana                                | 2.311                                 | Hội Hướng đạo Ghana                                                            | 1960                  | 1912               | cả hai       |
| Grenada                              | 1.665                                 | Hội Hướng đạo Grenada                                                          | 1979                  | 1924               | cả hai       |
| Gruzia                               | 1.092                                 | Sakartvelos Skauturi Modzraobis Organizatsia                                   | 1997                  | 1994               | cả hai       |
| Guatemala                            | 11.395                                | Asociación de Scouts de Guatemala                                              | 1930                  | 1928               | cả hai       |
| Guinea                               | NA                                    | Association Nationale des Scouts de Guinée                                     | 1990/2005             | 1984               | NA           |
| Guiné-Bissau                         | 9.698                                 | Escuteiros da Guiné-Bissau                                                     | 2017                  | 1966               |              |
| Guyana                               | 294                                   | Hội Hướng đạo Guyana                                                           | 1967                  | 1909               | cả hai       |
| Haiti                                | 9.859                                 | Scouts d'Haïti                                                                 | 1932/1940             | 1916               | cả hai       |
| Hà Lan                               | 57.484                                | Hội Hướng đạo Hà Lan                                                           | 1922                  | 1910               | cả hai       |
| Hàn Quốc                             | 252.157                               | Hiệp hội Hướng đạo Hàn Quốc                                                    | 1953                  | 1922               | cả hai       |
| Hoa Kỳ                               | 6.239.435                             | Hội Nam Hướng đạo Mỹ                                                           | 1922                  | 1909               | cả hai       |
| Honduras                             | 5.174                                 | Asociación de Scouts de Honduras                                               | 1957                  | 1952               | cả hai       |
| Hồng Kông                            | 74.147                                | Hội Hướng đạo Hồng Kông                                                        | 1977                  | 1914               | cả hai       |
| Hungary                              | 11.243                                | Magyar Cserkészszövetség                                                       | 1922/1990             | 1912               | cả hai       |
| Hy Lạp                               | 18.992                                | Soma Hellinon Proskopon                                                        | 1922                  | 1910               | cả hai       |
| Iceland                              | 1.526                                 | Bandalag Íslenskra Skáta                                                       | 1924                  | 1912               | cả hai       |
| Indonesia                            | 8.909.435                             | Gerakan Pramuka                                                                | 1953                  | 1912               | cả hai       |
| Ireland                              | 34.298                                | Hội Hướng đạo Ireland                                                          | 1949                  | 1908               | cả hai       |
| Israel                               | 21.920                                | Hitachdut Hatsofim Ve Hatsofot Be Israel (federation of several organizations) | 1951                  | 1920               | cả hai       |
| Iraq                                 | 13.128                                | Hiệp hội Hướng đạo Iraq                                                        | 1922/1956/2017        | 1914               | cả hai       |
| Jamaica                              | 6.272                                 | Hội Hướng đạo Jamaica                                                          | 1963                  | 1910               | cả hai       |
| Jordan                               | 15.538                                | Jordanian Association for Boy Scouts and Girl Guides                           | 1955                  | 1954               | cả hai       |
| Kazakhstan                           | 1.010                                 | Tổ chức Phong trào Hướng đạo Kazakhstan                                        | 2008                  | 1992               | cả hai       |
| Kenya                                | 151.722                               | Hội Hướng đạo Kenya                                                            | 1964                  | 1910               | cả hai       |
| Kiribati                             | 1.333                                 | Hội Hướng đạo Kiribati                                                         | 1993                  | 1993               | cả hai       |
| Kuwait                               | 6.061                                 | Hội Hướng đạo Kuwait                                                           | 1955                  | 1952               | chỉ nhận nam |
| Latvia                               | 1.179                                 | Latvijas Skautu un Gaidu Centrālā Organizācija                                 | 1993                  | 1917               | cả hai       |
| Liban                                | 14.334                                | Hội Hướng đạo Liban (liên hội)                                                 | 1947                  | 1912               | cả hai       |
| Lesotho                              | 371                                   | Hội Hướng đạo Lesotho                                                          | 1971                  | 1936               | chỉ nhận nam |
| Liberia                              | 2.418                                 | Hội Nam Hướng đạo Liberia                                                      | 1922/1965             | 1922               | nam          |
| Libya                                | 13.698                                | Phong trào Nam và Nữ Hướng đạo Công Cộng                                       | 1958                  | 1954               | cả hai       |
| Liechtenstein                        | 752                                   | Pfadfinder und Pfadfinderinnen Liechtensteins                                  | 1933                  | 1931               | cả hai       |
| Litva                                | 1.500                                 | Lietuvos Skautija                                                              | 1997                  | 1918               | cả hai       |
| Luxembourg                           | 5.418                                 | Hội Nam Hướng đạo Luxembourg (liên hội)                                        | 1922                  | 1914               | cả hai       |
| Madagascar                           | 9.473                                 | Firaisan'ny Skotisma eto Madagasikara (liên hội)                               | 1960                  | 1921               | cả hai       |
| Malawi                               | 4.000                                 | Hội Hướng đạo Malawi                                                           | 2005                  | 1996               | NA           |
| Malaysia                             | 96.893                                | Persekutuan Pengakap Malaysia                                                  | 1957                  | 1911               | cả hai       |
| Maldives                             | 4.518                                 | Hội Hướng đạo Maldives                                                         | 1990                  | 1963               | cả hai       |
| Malta                                | 2.531                                 | Hội Hướng đạo Malta                                                            | 1966                  | 1908               | cả hai       |
| Maroc                                | 12.304                                | Fédération Nationale du Scoutisme Marocain                                     | 1961                  | 1933               | cả hai       |
| Mauritania                           | 3.790                                 | Association des Scouts et Guides de Mauritanie                                 | 1983                  | 1947               | cả hai       |
| Mauritius                            | 3.076                                 | Hội Hướng đạo Mauritius                                                        | 1971                  | 1912               | cả hai       |
| Mexico                               | 39.327                                | Asociación de Scouts de México, A.C.                                           | 1926                  | 1920               | cả hai       |
| Moldova                              | 1.540                                 | Organizaţia Naţionala A Scouţilor Din Moldova                                  | 1997                  | 1921               | cả hai       |
| Monaco                               | 49                                    | Association des Guides et Scouts de Monaco                                     | 1990                  | 1990               | cả hai       |
| Mozambique                           | 16.675                                | Liga dos Escuteiros de Moçambique                                              | 1999                  | 1960               | cả hai       |
| Mông Cổ                              | 8.655                                 | Mongolyn Skautyn Kholboo                                                       | 1994                  | 1992               | cả hai       |
| Myanmar                              | 16.930                                | Hướng đạo Myanmar                                                              | 2016                  | 2012               | cả hai       |
| Na Uy                                | 19.929                                | Speidernes Fellesorganisasjon (liên hội)                                       | 1922                  | 1911               | cả hai       |
| Nam Phi                              | 13.118                                | Hội Hướng đạo Nam Phi                                                          | 1937                  | 1908               | cả hai       |
| Namibia                              | 1.816                                 | Hội Hướng đạo Namibia                                                          | 1990                  | 1917               | nam          |
| Nepal                                | 12.341                                | Hội Hướng đạo Nepal                                                            | 1969                  | 1952               | cả hai       |
| New Zealand                          | 23.537                                | Hội Hướng đạo New Zealand                                                      | 1953                  | 1908               | cả hai       |
| Nga                                  | 14.000                                | Hội Hướng đạo/Hải Hướng đạo Nga                                                | 2004                  | 1909               | cả hai       |
| Nhà nước Palestine                   | 20.275                                | Hội Hướng đạo Palestine                                                        | 1996                  | 1912               | cả hai       |
| Nhật Bản                             | 220.223                               | Hội Hướng đạo Nhật Bản                                                         | 1922/1950             | 1913               | cả hai       |
| Nicaragua                            | 2.056                                 | Asociación de Scouts de Nicaragua                                              | 1946                  | 1917               | cả hai       |
| Niger                                | 4.352                                 | Association des Scouts du Niger                                                | 1996                  | 1947               | cả hai       |
| Nigeria                              | 46.701                                | Hội Nam Hướng đạo Nigeria                                                      | 1961                  | 1915               | nam          |
| Oman                                 | 10.654                                | Tổ chức Nam và Nữ Hướng đạo Quốc gia                                           | 1977                  | 1948               | cả hai       |
| Pakistan                             | 526.403                               | Hội Nam Hướng đạo Pakistan                                                     | 1948                  | 1947               | nam          |
| Panama                               | 2.263                                 | Asociación Nacional de Scouts de Panamá                                        | 1924/1950             | 1924               | cả hai       |
| Papua New Guinea                     | 2.811                                 | Hội Hướng đạo Papua New Guinea                                                 | 1976                  | 1926               | nam          |
| Paraguay                             | 1.000                                 | Asociación de Scouts del Paraguay                                              | 1962                  | 1960               | cả hai       |
| Peru                                 | 12.677                                | Asociación de Scouts del Perú                                                  | 1922                  | 1916               | cả hai       |
| Pháp                                 | 102.405                               | Scoutisme Français (liên hội)                                                  | 1922                  | 1910               | cả hai       |
| Phần Lan                             | 26.885                                | Suomen Partiolaiset                                                            | 1922                  | 1910               | cả hai       |
| Philippines                          | 1.956.131                             | Hội Nam Hướng đạo Philippines                                                  | 1946                  | 1923               | cả hai       |
| Qatar                                | 3.244                                 | Hội Nam và Nữ Hướng đạo Qatar                                                  | 1965                  | 1955               | cả hai       |
| Romania                              | 4.930                                 | Cercetaşii României                                                            | 1993                  | 1914               | cả hai       |
| Rwanda                               | 18.884                                | Association des Scouts du Rwanda                                               | 1975                  | 1940               | cả hai       |
| Saint Lucia                          | 393                                   | Hội Hướng đạo Saint Lucia                                                      | 1990                  | 1910               | cả hai       |
| Saint Vincent và Grenadines          | 541                                   | Hội Hướng đạo Saint Vincent và Grenadines                                      | 1990                  | 1911               | cả hai       |
| San Marino                           | 159                                   | Associazione Guide Esploratori Cattolici Sammarinesi                           | 1990                  | 1973               | cả hai       |
| São Tomé và Príncipe                 | 1.398                                 | Associação dos Escuteiros de São Tomé e Príncipe                               | 2017                  | 1993               | cả hai       |
| Serbia và Montenegro                 | 30.493                                | Savez Izviđača Srbije i Crne Gore                                              | 1995                  | 1915               | cả hai       |
| Seychelles                           | 584                                   | Hội Hướng đạo Seychelles                                                       | 1927                  | 2002               | cả hai       |
| Sénégal                              | 26.373                                | Confédération Sénégalaise du Scoutisme (liên hội)                              | 1963                  | 1930               | cả hai       |
| Sierra Leone                         | 7.902                                 | Hội Hướng đạo Sierra Leone                                                     | 1964                  | 1909               | cả hai       |
| Singapore                            | 11.163                                | Hội Hướng đạo Singapore                                                        | 1966                  | 1910               | cả hai       |
| Síp                                  | 4.478                                 | Hội Hướng đạo Síp                                                              | 1961                  | 1913               | cả hai       |
| Slovakia                             | 4.118                                 | Slovenský skauting                                                             | 1922/1990/1997        | 1913               | cả hai       |
| Slovenia                             | 6.357                                 | Zveza tabornikov Slovenije                                                     | 1994                  | 1915               | cả hai       |
| Sri Lanka                            | 21.653                                | Hội Hướng đạo Sri Lanka                                                        | 1953                  | 1912               | nam          |
| Sudan                                | 13.550                                | Hội Nam Hướng đạo Sudan                                                        | 1956                  | 1935               | nam          |
| Suriname                             | 2.601                                 | Hội Nam Hướng đạo van Suriname                                                 | 1968                  | 1924               | cả hai       |
| Syria                                | 9.260                                 | Hướng đạo Syria                                                                | 2008                  | 1912/1949          | cả hai       |
| Tajikistan                           | 1.504                                 | Ittihodi Scouthoi Tojikiston                                                   | 1997                  | 1991               | cả hai       |
| Tanzania                             | 102.739                               | Hội Hướng đạo Tanzania                                                         | 1963                  | 1929               | cả hai       |
| Tây Ban Nha                          | 74.561                                | Federación de Escultismo en España                                             | 1922/1978             | 1912               | cả hai       |
| Tchad                                | 8.132                                 | Fédération du Scoutisme Tchadien (liên hội)                                    | 1974                  | 1960               | cả hai       |
| Thái Lan                             | 1.305.027                             | Tổ chức Hướng đạo Quốc gia Thái Lan                                            | 1922                  | 1911               | cả hai       |
| Thổ Nhĩ Kỳ                           | 8.174                                 | Türkiye İzcilik Federasyonu                                                    | 1950                  | 1923               | cả hai       |
| Thụy Điển                            | 60.122                                | Svenska Scoutrådet (liên hội)                                                  | 1922                  | 1911               | cả hai       |
| Thụy Sĩ                              | 52.349                                | Phong trào Nam và Nữ Hướng đạo Thụy Sĩ                                         | 1922                  | 1912               | cả hai       |
| Togo                                 | 8.890                                 | Association Scoute du Togo                                                     | 1977                  | 1920               | cả hai       |
| Trinidad và Tobago                   | 4.655                                 | Hội Hướng đạo Trinidad và Tobago                                               | 1963                  | 1911               | cả hai       |
| Tunisia                              | 28.483                                | Les Scouts Tunisiens                                                           | 1957                  | 1933               | cả hai       |
| Uganda                               | 77.894                                | Hội Hướng đạo Uganda                                                           | 1964                  | 1915               | cả hai       |
| Ukraina                              | 1.417                                 | Tổ chức Hướng đạo Quốc gia Ukraina                                             | 2008                  | 2007               | cả hai       |
| Uruguay                              | 3.965                                 | Movimiento Scout del Uruguay                                                   | 1950                  | 1946               | cả hai       |
| Úc                                   | 98.084                                | Hội Hướng đạo Úc                                                               | 1953                  | 1908               | cả hai       |
| Venezuela                            | 14.513                                | Asociación de Scouts de Venezuela                                              | 1937                  | 1913               | cả hai       |
| Việt Nam                             | 6.209                                 | Hiệp hội Hướng đạo Việt Nam                                                    | 2019                  | 1930               | cả hai       |
| Vương quốc Anh                       | 498.888                               | Hội Hướng đạo                                                                  | 1922                  | 1907               | cả hai       |
| Yemen                                | 6.481                                 | Hội Hướng đạo Yemen                                                            | 1980                  | 1954               | nam          |
| Ý                                    | 100.675                               | Federazione Italiana dello Scautismo                                           | 1922/1946             | 1912               | cả hai       |
| Zambia                               | 7.427                                 | Hội Hướng đạo Zambia                                                           | 1965                  | 1930               | cả hai       |
| Zimbabwe                             | 1.612                                 | Hội Nam Hướng đạo Zimbabwe                                                     | 1980                  | 1909               | nam          |

## Các lãnh thổ không chủ quyền có các hiệp hội là thành viên độc lập củaWOSM
- Hồng Kông - Hội Hướng đạo Hồng Kông: Thành viên Hoàn toàn của Tổ chức Phong trào Hướng đạo Thế giới
- Aruba - Hội Hướng đạo Aruba: Thành viên Liên hiệp của Vùng Liên Mỹ của Tổ chức Phong trào Hướng đạo Thế giới
- Polynesie thuộc Pháp - Conseil du Scoutisme polynésien: Thành viên Liên hiệp của Vùng châu Á Thái Bình Dương của Tổ chức Phong trào Hướng đạo Thế giới
- Macau - Hội Hướng đạo Macau: Thành viên Liên hiệp của Vùng châu Á Thái Bình Dương của Tổ chức Phong trào Hướng đạo Thế giới
- Antille thuộc Hà Lan - Hướng đạo Antiano: Thành viên Liên hiệp của Vùng Liên Mỹ của Phong trào Hướng đạo Thế giới

## Quốc gia và lãnh thổ có Hiệp hội Hướng đạo được điều hành bởi chi nhánh hải ngoại của tổ chức thành viên của WOSM

### Quốc gia có chủ quyền

#### Hội Nam Hướng đạo Mỹđiều hành
- Liên bang Micronesia - Hướng đạo tại Liên bang Micronesia - Châu Aloha thuộc Hội Nam Hướng đạo Mỹ
- Quần đảo Marshall - Hướng đạo tại Quần đảo Marshall - Châu Aloha thuộc Hội Nam Hướng đạo Mỹ
- Palau - Hướng đạo tại Palau - Châu Aloha thuộc Hội Nam Hướng đạo Mỹ

#### Hội Hướng đạo(Anh Quốc) điều hành
- Antigua và Barbuda - Chi nhánh Hội Hướng đạo ở Antigua và Barbuda
- Saint Kitts và Nevis - Hội Hướng đạo ở Saint Kitts và Nevis
- Quần đảo Solomon - Chi nhánh Hội Hướng đạo ở Quần đảo Solomon
- Tonga - Chi nhánh Hội Hướng đạo ở Tonga
- Tuvalu - Hội Hướng đạo ở Tuvalu
- Vanuatu - Chi nhánh Hội Hướng đạo ở Vanuatu

#### Hội Hướng đạo Úcđiều hành
- Nauru - Hướng đạo tại Nauru

### Lãnh thổ không chủ quyền

#### Úc
- Đảo Christmas - Hội Hướng đạo Úc
- Quần đảo Cocos (Keeling) - Hội Hướng đạo Úc
- Đảo Norfolk - Hội Hướng đạo Úc

#### Đan Mạch
- Quần đảo Faroe - Føroya Skótaráð
- Greenland - Grønlands Spejderkorps

#### Pháp
- Guyane - Hướng đạo tại Guyane
- Guadeloupe và Saint Martin - Hướng đạo tại Guadeloupe và Saint Martin
- Martinique - Scouts de Martinique
- Mayotte - Hướng đạo trên Mayotte
- Nouvelle-Calédonie - Hướng đạo tại Nouvelle-Calédonie
- Réunion - Hướng đạo trên Réunion
- Saint-Pierre và Miquelon - Hướng đạo trên Saint-Pierre và Miquelon
- Wallis và Futuna - Hướng đạo tại Wallis và Futuna

#### New Zealand
- Quần đảo Cook - Hội Nam Hướng đạo Quần đảo Cook
- Niue - Hội Hướng đạo New Zealand
- Tokelau - Hội Hướng đạo New Zealand

#### Anh Quốc
- Anguilla - Hội Hướng đạo Anguilla
- Bermuda - Hội Hướng đạo Bermuda
- Quần đảo Cayman - Hội Hướng đạo Quần đảo Cayman
- Quần đảo Falkland - Hướng đạo trên Quần đảo Falkland
- Gibraltar - Hội Hướng đạo Gibraltar
- Montserrat - Hội Hướng đạo Montserrat
- Saint Helena và Đảo Ascension - Hướng đạo trên Saint Helena và Đảo Ascension
- Quần đảo Turks và Caicos - Hội Hướng đạo Turks và Caicos
- Quần đảo Virgin thuộc Anh - Hội Hướng đạo Quần đảo Virgin thuộc Anh

#### Hoa Kỳ
- Samoa thuộc Mỹ - Hướng đạo tại Samoa thuộc Mỹ - Châu Aloha của Hội Hướng đạo Mỹ
- Guam - Hướng đạo tại Guam - Châu Aloha của Hội Hướng đạo Mỹ
- Quần đảo Bắc Mariana - Hướng đạo tại Quần đảo Bắc Mariana - Châu Aloha của Hội Hướng đạo Mỹ
- Puerto Rico - Châu Puerto Rico của Hội Hướng đạo Mỹ
- Quần đảo Virgin thuộc Mỹ - Châu Quần đảo Virgin của Hội Hướng đạo Mỹ

## "Quốc gia thành viên có triển vọng" đượcWOSMliệt kê
- Albania - Beslidhja Skaut Albania
- Cộng hòa Trung Phi - Fédération des Eclaireurs Scouts Centrafricains
- Djibouti - Association des Scouts de Djibouti
- Guinea Xích đạo - Hướng đạo tại Guinea Xích đạo
- Eritrea - Hội Hướng đạo Quốc gia Eritrea
- Iran - Tổ chức Hướng đạo Iran
- Kyrgyzstan - Hướng đạo tại Kyrgyzstan
- Mali - Hướng đạo tại Mali
- Samoa - Hướng đạo tại Samoa
- Somalia - Hướng đạo tại Somalia
- Turkmenistan - Hướng đạo tại Turkmenistan
- Uzbekistan - Hội Hướng đạo Uzbekistan

## Quốc gia không có tổ chức Hướng đạo
- Andorra
- Cộng hòa Nhân dân Trung Hoa
- Cuba
- Lào
- Thành Vatican
- Triều Tiên

## Khác
- Kosovo
- Nam Cực
- Somaliland
- Tây Sahara